# Osady fluwioglacjalne
Osady fluwioglacjalne – tworzone są przez materiał skalny wymywany przez wody wypływające z lądolodu (a także przez wody płynące w szczelinach pod nim) w postaci wysortowanych i warstwowanych osadów, głównie piasku i żwiru. Osady te charakteryzują się większą dojrzałością teksturalną i wyraźniejszą stratyfikacją.
Osady fluwioglacjalne kształtują szereg form geomorfologicznych, takich jak sandry i ozy.